# Masakuni Yamamoto
Masakuni Yamamoto (山本 昌邦 Yamamoto Masakuni?,  nacido el 4 de abril de 1958 en Shizuoka) es un exfutbolista japonés que se desempeñaba como defensa.
Yamamoto jugó 4 veces para la Selección de fútbol de Japón entre 1980 y 1981.

## Trayectoria

### Clubes
| Club          | País  | Año         |
| ------------- | ----- | ----------- |
| Yamaha Motors | Japón | 1981 - 1987 |

### Selección nacional
| Selección | País  | Año         |
| --------- | ----- | ----------- |
| Absoluta  | Japón | 1980 - 1981 |

## Estadística de equipo nacional
| Selección de Japón | Selección de Japón | Selección de Japón |
| Año                | Part.              | Goles              |
| ------------------ | ------------------ | ------------------ |
| 1980               | 2                  | 0                  |
| 1981               | 2                  | 0                  |
| Total              | 4                  | 0                  |

## Palmarés

### Títulos nacionales
| Título             | Club          | País  | Año  |
| ------------------ | ------------- | ----- | ---- |
| Copa del Emperador | Yamaha Motors | Japón | 1982 |